# Wabe-Schunter-Beberbach
Wabe-Schunter-Beberbach ist ein Stadtbezirk Braunschweigs (Nr. 112), der einige im Nordosten und Osten gelegene Stadtteile umfasst. Zusammen mit den Stadtbezirken Hondelage und Volkmarode bildet Wabe-Schunter-Beberbach den Gemeindewahlbezirk 11.

## Geografie
Ortschaften
Im Stadtbezirk Wabe-Schunter-Beberbach liegen folgende Ortschaften:
- Bevenrode
- Bienrode
- Gliesmarode
- Riddagshausen
- Querum
- Waggum

und der Flughafen Braunschweig-Wolfsburg.

## Geschichte
Der Stadtbezirk Wabe-Schunter-Beberbach entstand zum 1. November 2011 durch den durch damaligen Mehrheitsbeschluss in den Bezirksräten entschiedenen, aber politisch sehr umstrittenen Zusammenschluss der Stadtbezirke 111−Wabe-Schunter und 112−Bienrode-Waggum-Bevenrode. Der Stadtbezirksrat wurde bereits im September 2011 gewählt. Der Name leitet sich aus den Gewässern Wabe, Schunter und Beberbach ab. Zunächst wurde Gliesmarode-Querum-Waggum als Name für den neuen Stadtbezirk angekündigt. Auf der Bezirksratssitzung am 23. September 2015 scheiterte ein Antrag, den Stadtbezirk wieder aufzulösen und die beiden ursprünglichen Stadtbezirke wiederherzustellen. Dieser Antrag wurde von der CDU gestellt, die den Zusammenschluss der beiden Bezirke im Jahr 2011 herbeigeführt hatte.

## Politik
Stadtbezirksrat
Der Stadtbezirksrat Wabe-Schunter-Beberbach hat 17 Mitglieder und setzt sich seit 2021 wie folgt zusammen:
- SPD: 5 Sitze
- CDU: 5 Sitze
- Grüne: 3 Sitze
- BIBS: 2 Sitze
- AfD: 1 Sitz
- FDP: 1 Sitz

Bezirksbürgermeisterin ist Sonja Lerche (SPD).
Wappen

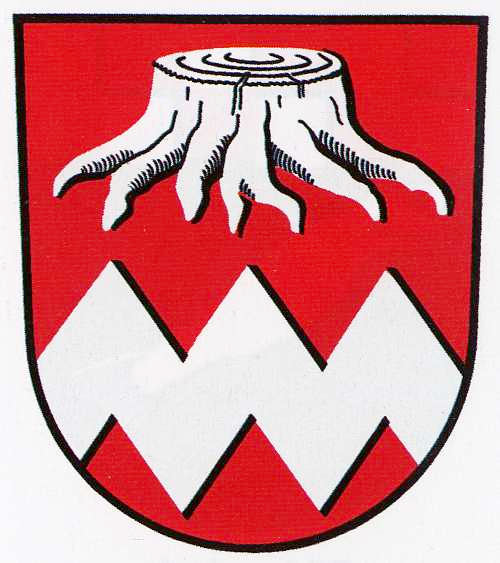
Bevenrode
Bienrode
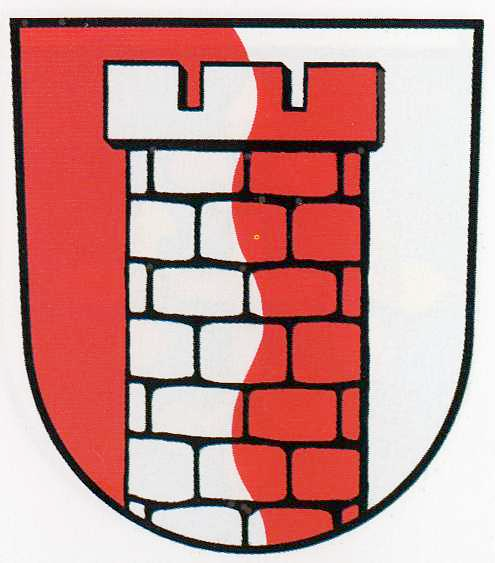
Gliesmarode
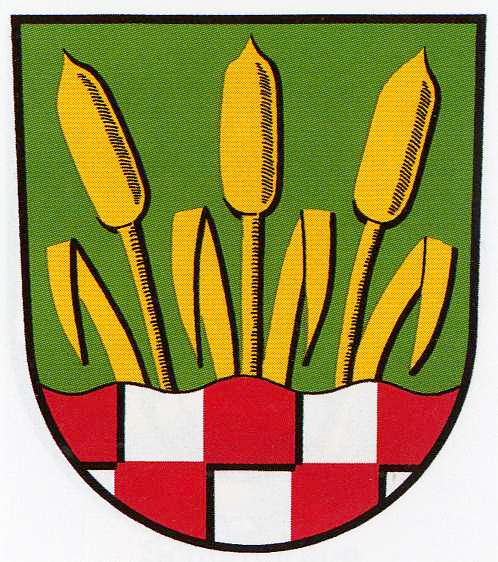
Riddagshausen
Querum
Waggum